# 長野県寿台養護学校
長野県寿台養護学校（ながのけん ことぶきだいようごがっこう）は、長野県松本市寿豊丘にある特別支援学校。
隣接するまつもと医療センター中信松本病院と連携して治療・教育を行っていた。後、再編整備計画により知病併置の特別支援学校となり、本校は知的障がいと重度重複障がいの子ども達が、病弱の子ども達は松本ろう学校内にキャンパスを増設し分教室として、中信松本病院はまつもと医療センターに統合移転され入院の子ども達はその中の院内教室で学んでいる。

## 沿革
- 1976年松本市立明善小学校特殊学級として国立寿療養所の病棟内に設置
- 1977年国立寿療養所が国立療養所東松本病院に改称
- 1978年長野県若槻養護学校分室として開校
- 1983年長野県寿台養護学校開校
- 1988年高等部設置
- 1992年開校10周年記念祝賀会を挙行
- 1996年病院が中信松本病院として発足
- 1998年重度重複部門の訪問教育開始
- 2002年開校20周年記念式典を挙行
- 2004年通学生の受入開始
- 2005年あゆみ部高等部過年度生の受入(平成29年度まで)
- 2012年開校30周年記念事業を実施
- 2018年知病併置の特別支援学校となる／病院がまつもと医療センターに統合移転

## 所在地
- 長野県松本市寿豊丘811-88

## アクセス
- 松本バスターミナルからアルピコ交通バス松原線で約20分、寿台養護学校北下車。